# Solari (calciatore)
 Solari (fl. XX secolo) è stato un calciatore italiano, di ruolo difensore.

## Carriera
Militò nel Genoa nella stagione 1909-1910 ottenendo con i genovesi il quarto posto della classifica finale.
Nella stagione 1911-1912 figurava nella rosa dell'Andrea Doria, sodalizio con cui ottenne il sesto posto della classifica finale del Torneo maggiore.